# Alliance for Patriotic Reorientation and Construction
Die Alliance for Patriotic Reorientation and Construction (APRC) (deutsch Bündnis für patriotische Neuausrichtung und Aufbau) ist eine autoritäre Partei in Gambia. Der Wahlspruch der Partei lautet: englisch „Unity, Self Reliance, Progress“ = „Einheit, Selbständigkeit, Fortschritt“.

## Geschichte

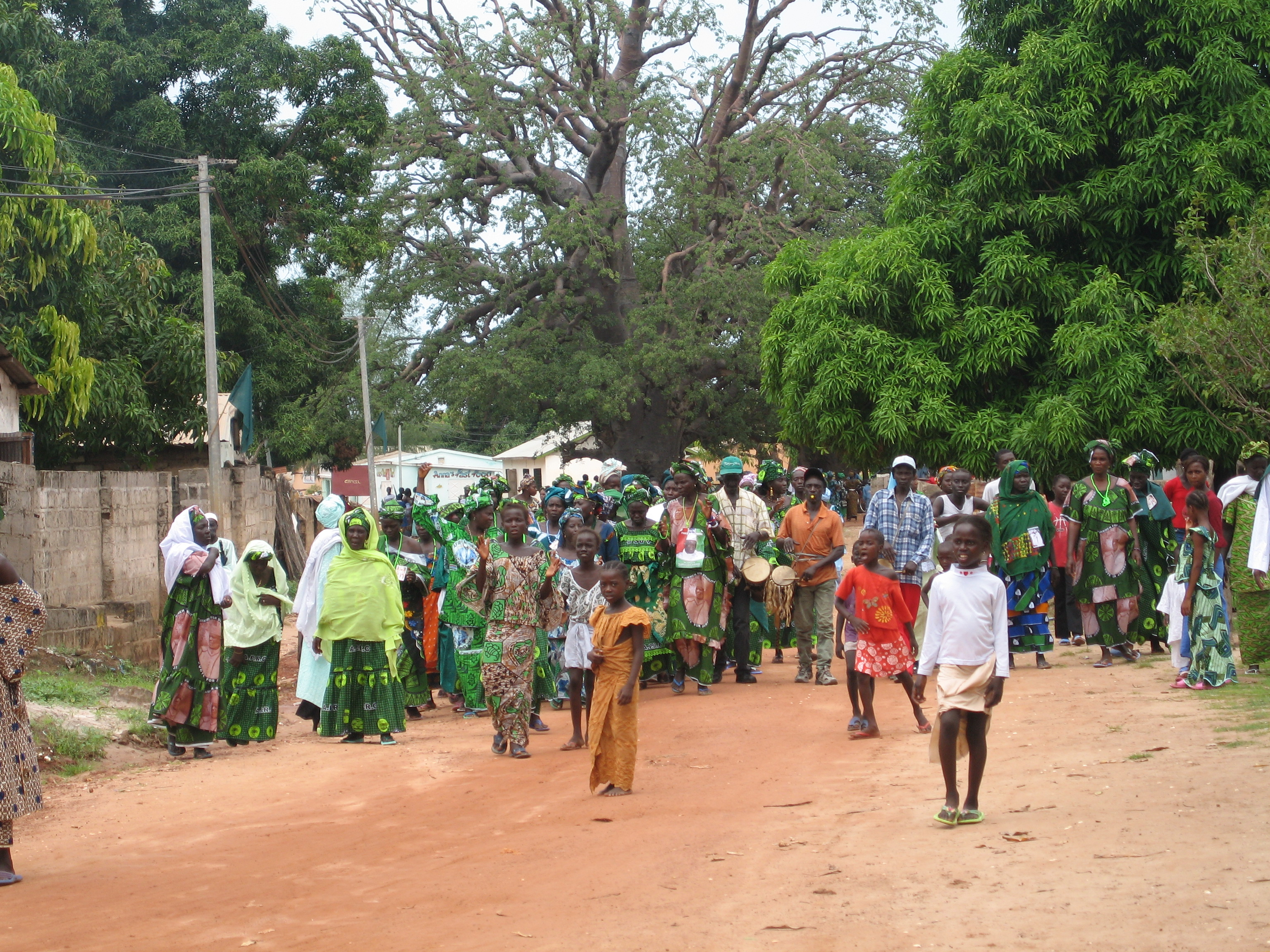
Parteianhänger im September 2006 vor der Präsidentschaftswahl

Sie wurde von den Offizieren, die beim Militärputsch 1994 beteiligt gewesen waren, 1996 gegründet. Sie wurde gebildet, um den Armeeführer Yahya Jammeh im Wahlkampf 1996 für die Wahl zum Präsidenten zu unterstützen.
Jammeh gewann auch die Präsidentschaftswahlen vom 18. Oktober 2001 mit 53,0 Prozent der Stimmen. Bei den Parlamentswahlen für die National Assembly am 17. Januar 2002 gewann die Partei 45 von 48 Sitzen, 33 von ihnen widerstandslos. Die Wahlen wurden von der Oppositionspartei United Democratic Party boykottiert.
Nachdem Yahya Jammeh nach der Präsidentschaftswahl 2016 und dem gescheiterten Machterhalt im Januar 2017 Gambia ins Exil verlassen hatte, übernahm Fabakary Jatta die Führung der APRC.

## Wahlergebnisse
| \| Wahlergebnisse \| Wahlergebnisse \| Wahlergebnisse \| Wahlergebnisse \| Wahlergebnisse \| \| Wahl \| Jahr \| Stimmenanzahl \| Stimmenanteil \| Sitze oder Präsidentschaftskandidat \| \| --------------- \| -------------- \| -------------- \| -------------- \| ----------------------------------- \| \| Präsidentschaft \| 1996 \| 220.011 \| 55,8 % \| Yahya Jammeh \| \| Parlament \| 1997 \| 160.470 \| 52,1 % \| 33 von 45 \| \| Präsidentschaft \| 2001 \| 242.302 \| 52,8 % \| Yahya Jammeh \| \| Parlament \| 2002 \| ca. 53.252 \| 56,3 % \| 45 von 48 \| \| Präsidentschaft \| 2006 \| 264.404 \| 67,3 % \| Yahya Jammeh \| \| Parlament \| 2007 \| 156.573 \| 59,6 % \| 42 von 48 \| \| Präsidentschaft \| 2011 \| 470.550[3] \| 71,52 % \| Yahya Jammeh \| \| Parlament \| 2012 \| 80.289[4] \| 51,82 % \| 43 von 48 \| \| Präsidentschaft \| 2016 \| 208.487[5] \| 39,61 % \| Yahya Jammeh \| \| Parlament \| 2017 \| 60.331[6] \| 15,91 % \| 5 von 53[7] \| \| Parlament \| 2022 \| 15.710[8] \| 3,19 % \| 2 von 53 \| | Stimmanteile (in %) 70% 60% 50% 40% 30% 20% 10% 0% 9697010206071112161722 |               |               |                                     |
| Wahlergebnisse |                                                                           |               |               |                                     |
| Wahl | Jahr                                                                      | Stimmenanzahl | Stimmenanteil | Sitze oder Präsidentschaftskandidat |
| Präsidentschaft | 1996                                                                      | 220.011       | 55,8 %        | Yahya Jammeh                        |
| Parlament | 1997                                                                      | 160.470       | 52,1 %        | 33 von 45                           |
| Präsidentschaft | 2001                                                                      | 242.302       | 52,8 %        | Yahya Jammeh                        |
| Parlament | 2002                                                                      | ca. 53.252    | 56,3 %        | 45 von 48                           |
| Präsidentschaft | 2006                                                                      | 264.404       | 67,3 %        | Yahya Jammeh                        |
| Parlament | 2007                                                                      | 156.573       | 59,6 %        | 42 von 48                           |
| Präsidentschaft | 2011                                                                      | 470.550       | 71,52 %       | Yahya Jammeh                        |
| Parlament | 2012                                                                      | 80.289        | 51,82 %       | 43 von 48                           |
| Präsidentschaft | 2016                                                                      | 208.487       | 39,61 %       | Yahya Jammeh                        |
| Parlament | 2017                                                                      | 60.331        | 15,91 %       | 5 von 53                            |
| Parlament | 2022                                                                      | 15.710        | 3,19 %        | 2 von 53                            |